# Euglenozoa
Euglenozoa – grupa protistów wyróżniana we współczesnych systemach taksonomicznych. W tradycyjnych, opartych na morfologii systemach, jej przedstawiciele zaliczani byli do wiciowców. W systemach Cavaliera-Smitha w randze odrębnego królestwa lub typu w obrębie królestwa Protozoa. W systemie Adla i Simpsona w randze kladu wewnątrz supergrupy Excavata (przy czym Excavata w systemie Cavaliera-Smitha z roku 2004 ma rangę podkrólestwa i należy do linii Cabozoa oraz Bicilliata).
Euglenozoa to jednokomórkowce wyposażone w dwie (rzadziej jedną lub więcej) wici. Podstawę wici tworzą dwa kinetosomy i trzy asymetrycznie ustawione mikrotubule. Często aparat służący do fagocytozy związany jest z aparatem wiciowym. Grzebienie mitochondrialne dyskoidalne. Cechą apomorficzną jest heteromorficzne wrzeciono leżące obok aksonemy. Niektórzy przedstawiciele utracili zdolność fagotrofii i odżywiają się osmotroficznie lub prowadzą fotosyntezę (także z możliwością heterotrofizmu). Część przedstawicieli żyje wolno, podczas gdy inni są pasożytami (w tym wywołującymi śpiączkę afrykańską).

## Systematyka
Według Adla należą tutaj:
- Euglenida Bütschli, 1884 przywrócony przez Simpson 1997 – glony
  - Heteronematina Leedale, 1967
  - Euglenophyceae Schoenichen, 1925 przywrócony przez Marin i Melkonian, 2003
  - Aphagea Cavalier-Smith, 1993 przywrócony przez Busse i Preisfeld, 2002
- Diplonemea Cavalier-Smith, 1993 przywrócony przez Simpson, 1997
- Symbiontida Yubuki i inni, 2009
- Kinetoplastea Honigberg, 1963
  - Prokinetoplastina Vickerman w Moreira i inni, 2004
  - Metakinetoplastina Vickerman w Moreira i inni, 2004
  - rodzaje Kinetoplastea o niepewnej przynależności: Bordnamonas, Cephalothamnium, Hemistasia

## Historia taksonu
Dzielone były na następujące grupy według systematyki Adla i innych z 2005 roku:
- Euglenida Bütschli 1884, emend. Simpson 1997 (eugleniny) – glony, czasem bezzieleniowe, specyficzna pokrywa ciała (pellikula), np. euglena;
- Diplonemea Cavalier-Smith, 1993, emend. Simpson, 1997 – pierwotniaki tracące dodatkowe wrzeciono w fazie troficznej;
- Kinetoplastea Honigberg, 1963 (kinetoplastydy) – pierwotniaki mające kinetoplast, zwykle brak mastygonem,  np. świdrowce;
- rodzaje incertae sedis: Calkinsia, Postgaardi.

Prawdopodobnie blisko spokrewnione z kladem Heterolobosea (akrazje), zaliczanym niegdyś do śluzowców, z którym bywają łączone w grupę Discicristata. Akrazje z kolei wykazują pokrewieństwo z kladem Jakobida. Te trzy grupy, wraz z kilkoma innymi (Parabasalia, Fornicata, Preaxostyla), łączone są w takson Excavata.